# Edson Cordeiro
Edson Cordeiro (ur. 9 lutego 1967 w Santo André) – brazylijski kontratenor, piosenkarz popowy i jazzowy.

## Życiorys
Urodził się w Santo André w stanie São Paulo jako syn hafciarki i mechanika. Dzieciństwo spędził w rodzinnym mieście, a od szóstego do 16 roku życia śpiewał w chórze kościoła ewangelickiego. Występował w teatrzyku dla dzieci, m.in. w operze rockowej Amapola (1985) Miguela Briamonte, który później został dyrektorem muzycznym jego albumów. W 1988 trafił do obsady musicalu Hair!. Następnie odbył tournée po Europie, USA, Meksyku i Ameryce Środkowej z przedstawieniem Chory z urojenia Moliera. 
W sierpniu 1990 jego występ solo w Rio de Janeiro odniósł sukces był natychmiastowy i zgłosiło się do niego kilka wytwórni płytowych. Wyróżniał się barwą głosu kontratenora i eklektycznym repertuarem, obejmującym autorów tak różnorodnych, jak Janis Joplin, Rolling Stones i Wolfgang Amadeus Mozart. Nagrał dla Sony Music płyty CD Edson Cordeiro (1991), Edson Cordeiro (1994) i Tercerosignal (1996), które zawierały interpretację Bidu Sayão. W latach 1994–1995 odbył udane tournée po kilku krajach Europy.

## Dyskografia
- Edson Cordeiro (1992); Złota płyta[3]
- Edson Cordeiro (1994)
- Terceiro Sinal (1996)
- Clubbing (1998)
- Disco Clubbing – Ao Vivo (1998)
- Disco Clubbing 2 – Mestre de Cerimônia (1999)
  1. „Staying Alive”
  2. „Night Fever”
  3. „Hot Stuff”
  4. „I Feel Love”
  5. „Don’t Let Me Be Misunderstood”
  6. „Pot-Pourri”
  7. „Karma Chameleon”
  8. „Perigosa”
  9. „Amor de Rua”
  10. „If I Can’t Have You”
  11. Primavera (Vai Chuva)
  12. „The Closer I Get to You”
- Dê-se ao Luxo (2001)
- Contratenor (2005)
- Klazz Brothers meet the Voice (2007) – wydany jedynie w Europie
- The Woman’s Voice (2008) – wydany jedynie w Europie
- Elektronic Trilogy - EP - (2013) – wydany jedynie w Europie
- Paradiesvogel (2015) – wydany jedynie w Europie
- Fado (2017) – wydany jedynie w Europie
- Bem na Foto (2018) – wydany jedynie w Europie